# Sabine Seufert
Sabine Seufert (* 1967 in Lahr) ist eine deutsche Wirtschaftspädagogin und Institutsdirektorin des „Instituts für Bildungsmanagement und Bildungstechnologien“ an der Universität St. Gallen. Ihre Themenschwerpunkte liegen im Bereich der digitaler Transformation, Netzwerkökonomie, datenbasiertem Bildungsmanagement und Computational Thinking.

## Biografie
Sabine Seufert absolvierte nach der Schulzeit zunächst eine Betriebslehre bei der Tandem Textile GmbH & Co. KG, einem Textilunternehmen in Bühl. 1988 nahm sie das Studium in Wirtschaftspädagogik an der Friedrich-Alexander-Universität in Nürnberg auf und schloss dieses 1993 als diplomierte Handelslehrerin ab. 1996 promovierte sie in Informationsmanagement an der Westfälischen Wilhelms-Universität in Münster. Im Folgejahr schloss sie das zweite Staatsexamen einschließlich Abschluss des Vorbereitungsdienstes an kaufmännischen Berufsschulen in Bayern ab. 2006 habilitierte sie an der Universität St. Gallen in Wirtschaftspädagogik mit einer Dissertationsschrift Innovationsorientiertes Bildungsmanagement – Hochschulentwicklung durch Sicherung der Nachhaltigkeit von eLearning als didaktische Innovation in der Hochschullehre.
Von 2006 bis 2009 war Seufert Assistenzprofessorin in Wirtschaftspädagogik an der Universität St. Gallen. Seit 2003 ist sie Geschäftsführerin des Swiss Competence Centre for Innovations in Learning (scil), welches durch die Gebert-Rüf-Stiftung unterstützt wurde und zum neu gegründeten Institut für Bildungsmanagement und Bildungstechnologien der Universität St. Gallen gehört. Im Zeitraum von 2009 bis 2020 war Seufert Direktorin des Instituts für Wirtschaftspädagogik mit dem Schwerpunkt „Digitale und Betriebliche Bildung“ an der Universität St. Gallen. Seit dem 1. Januar 2021 ist sie Direktorin des aus dem „Institut für Wirtschaftspädagogik – Digitale Bildung & Betriebliche Bildung“ neu gegründeten „Instituts für Bildungsmanagement und Bildungstechnologien“.